# Mangham
Mangham es un pueblo ubicado en la parroquia de Richland en el estado estadounidense de Luisiana. En el Censo de 2010 tenía una población de 672 habitantes y una densidad poblacional de 253,38 personas por km².

## Geografía
Mangham se encuentra ubicado en las coordenadas 32°18′31″N 91°46′46″O / 32.30861, -91.77944. Según la Oficina del Censo de los Estados Unidos, Mangham tiene una superficie total de 2.65 km², de la cual 2.65 km² corresponden a tierra firme y (0%) 0 km² es agua.

## Demografía
Según el censo de 2010, había 672 personas residiendo en Mangham. La densidad de población era de 253,38 hab./km². De los 672 habitantes, Mangham estaba compuesto por el 57.44% blancos, el 41.67% eran afroamericanos, el 0.15% eran amerindios, el 0% eran asiáticos, el 0% eran isleños del Pacífico, el 0.15% eran de otras razas y el 0.6% pertenecían a dos o más razas. Del total de la población el 1.64% eran hispanos o latinos de cualquier raza.